# 성채 작전
성채 작전(독일어: Unternehmen Zitadelle)은 제2차 세계 대전의 동부 전선에서 독일군의 공세 작전으로, 이 작전을 통해 쿠르스크 전투가 시작되었다. 작전은 쿠르스크 교외의 소련군에 대한 공세였다. 소련 측에서는 소련군이 독일군의 공세를 축출한 계획적 방어작전이었기 때문에 이 작전을 쿠르스크 전략방어작전이라고 부른다. 독일군은 소련의 2차례의 반격작전인 폴코포데츠 루먄체프 작전과 쿠투조프 작전과 맞닥뜨려야 했다. 독일군에게 이 작전은 동부 전선에서 개시할 수 있는 마지막 전략적 공세였다. 연합군의 시칠리아 침공 이후, 아돌프 히틀러는 프랑스에서 훈련 중인 군대를 동부 전선에 투입하기보다는 연합군의 위협에 대처하기 위해 지중해 방면으로 파견해야 했다. 성채 작전에서 독일군의 광범위한 인적, 물적 손실은 소련 붉은 군대가 동부 전선에 우위를 점하는 중요한 요소가 되었다.
독일군은 쿠르스크 교외에 주둔하고 있던 다수의 소련군을 차단함으로써 1943년 여름에 전개될 수 있는 소련의 공세를 약화시키기를 원했다.
쿠르스크의 돌출부 지역은 남북으로 250km였고, 동서로 160km에 달했다. 계획은 쿠르스크 돌출부의 북쪽과 남쪽을 돌파하는 협공 작전으로 계획되었다.
히틀러는 이곳에서의 승리가 독일군의 병력과 전쟁에서 철수하려는 그의 동맹국 군대에 명망을 다시 되찾아줄 것이라고 믿고 있었다. 이곳에서의 승리는 독일 무기 산업에 투입될 예정이었다.
소련 정부는 루시 스파이 링을 통해 전달된 영국의 첩보를 통해 독일군의 의도를 이미 알아차렸다. 쿠르스크 교외 지역의 핵심을 향해 공격이 가해질 것을 한 달전부터 알고 있었던 소련군은 독일군 선봉부대에 맞서 종심방어를 실행하려고 했다. 독일군은 그들의 군대를 집결시키고 새로운 무기인 판터 전차와 티거 1호 전차를 투입시키기 위해 공세를 연기했다. 이를 통해 붉은 군대는 일련의 종심 방어권을 형성할 수 있었다. 이러한 방어에는 지뢰, 요새, 포격구역, 대전차 거점 등이 있었고, 종심은 300km에 달했다. 소련 기동부대는 교외에서 철수했고, 대규모 예비군이 전략적 반격을 위해 형성되었다.